# Járóka Sándor (prímás, 1954–2007)
Ifjabb Járóka Sándor (Budapest, 1954. szeptember 30. – Budapest, 2007. szeptember 18.) hegedűművész, prímás, zeneszerző. A Magyar Érdemrend lovagkeresztje kitüntetettje.

## Életpályája

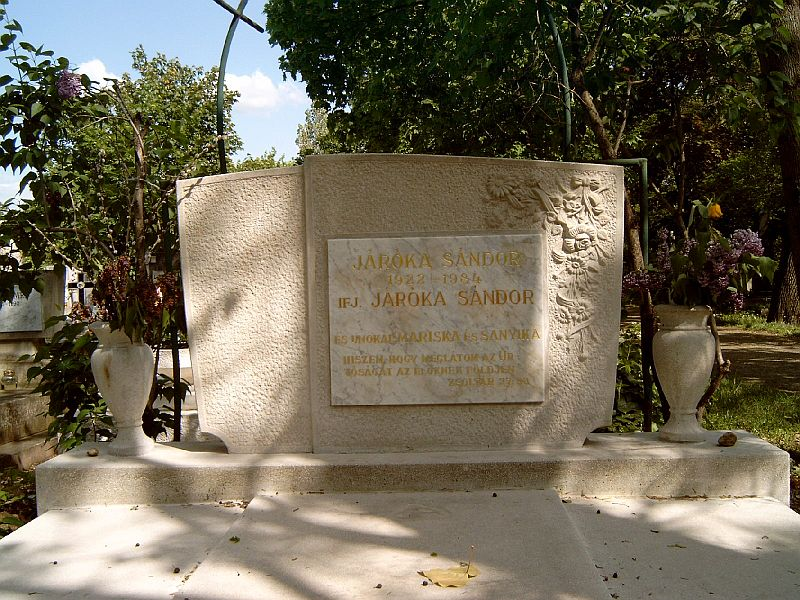
Idősebb Járóka Sándornak és fiának sírja Budapesten. Új köztemető: 32/1-1-1.

Első hegedűjét 4 évesen kapta, 6 éves korától már édesapja, id. Járóka Sándor zenekarában játszott.
Zenei tanulmányait a Kígyósi zeneiskolában, majd hat évig az OSZK Stúdióban, Égerland István zenetanárnál folytatta, a Rajkó zenekarnak is növendéke volt. 16 évesen édesapjával olaszországi, majd 1971-ben amerikai koncertkörúton vett részt, hazaérve saját zenekart alakított.
A 100 Tagú Cigányzenekar művészeti vezetője 1995 és 1996 között.
2003. augusztus 20-án Mádl Ferenc köztársasági elnöktől vette át a Magyar Köztársasági Érdemrend lovagkeresztje kitüntetést.
2004. február 27-étől oxigénhiánytól fellépő trombózis miatt kómába esett, melyből már nem ébredt fel, 2007. szeptember 18-án hunyt el.

## Emlékezete
A rákoskeresztúri új köztemetőben, édesapja, idősebb Járóka Sándor mellett helyezték örök nyugalomra.